# Persi per niente
Persi per niente è un singolo del cantautore italiano Dennis, pubblicato il 27 settembre 2024.

## Descrizione
Il brano, scritto dallo stesso cantautore con Iacopo Sinigaglia e Manuel Schiavone, è prodotto da B-Croma e Brail.

## Video musicale
Il video musicale, diretto da Francesco C. Drazza, è stato pubblicato in concomitanza all'uscita del brano attraverso il canale YouTube del cantautore.

## Tracce
Testi e musiche di Dennis Rizzi, Iacopo Sinigaglia e Manuel Schiavone.
1. Persi per niente – 2:54